# Jacques Perriault
 (mai 2020).
Jacques Perriault, né le 3 octobre 1938 dans le 9e arrondissement de Paris, décédé le 16 septembre 2019 au Plessis-Robinson, est un professeur des universités français spécialisé en Sciences de l'information et de la communication. Titulaire à l'Université de Paris X, il est l'un des premiers chercheurs français à s'être penché sur les nouvelles technologies de l'information et de la communication, en particulier leurs usages et leur appropriation. Militant de la culture technique, il a nourri sa réflexion dans des observations et expérimentations de terrain et a ouvert de nombreuses pistes de recherche et de prospective, en replaçant les innovations dans l'histoire longue des techniques et de leurs usages sociaux.

## Carrière
Jacques Perriault occupe successivement les fonctions de directeur d’études à l’École des Hautes études en sciences sociales (ÉHÉSS), directeur du Département « Informatique et enseignement » à l’Institut national de recherche pédagogique (INRP) et directeur du Service de la recherche et de l’innovation au Centre national d'éducation à distance (CNÉD), avant d'en être le directeur en 1989. Enfin il est élu professeur des universités en Sciences de l'information et de la communication à l'Université de Paris X.
De 1998 à 2000, il préside la Société française des Sciences de l'information et de la communication (SFSIC). Il préside la commission de l'Association française de normalisation (AFNOR) spécialisée sur les Aides informatiques à l'accès au savoir en ligne.
Il obtient en 1981 le Grand prix d'histoire de la photographie pour son ouvrage Mémoires de l'ombre et du son : une archéologie de l'audiovisuel.[réf. nécessaire]

## Formation
En 1985, Jacques Perriault obtient un Doctorat d'État en Sciences de l’information et de la communication, à l'Université de Bordeaux III, en défendant une thèse sous la direction d'Anne-Marie Laulan intitulée Machines à communiquer : logique des fonctions, logique des usages.

## Ouvrages parus
- 1972, Éléments pour un dialogue avec l'informaticien. Paris: Mouton
- 1978, La photo buissonnière. L'expérience d'une école de village. Préface d'Armand Biancheri. Paris: Éditions Fleurus, 208 p.
- 1981, Mémoires de l’ombre et du son. Une archéologie de l’audiovisuel. Paris: Flammarion. 2ème édition, 2008, Paris: L'Harmattan
- 1989, La logique de l’usage. Essai sur les machines à communiquer. Paris: Flammarion, 256 p.
- 1992, Le travail en puces (avec Danièle Linhardt et Annie Fouquet). Paris: PUF, 296 p
- 1996, La communication du savoir à distance. Paris: L’Harmattan, 285 p.
- 2002, L’accès au savoir en ligne. Paris: Odile Jacob, 266 p.
- 2002 (avec Michel Arnaud), Les espaces publics d’accès à Internet. Paris: PUF, 266 p.
- 2003, Éducation & nouvelles technologies. Théorie et pratiques. Paris: Nathan,128 p.
- 2014, Dialogues autour d’une lanterne. Une brève histoire de la projection animée, L’Harmattan (DesHauts&Débats), 92 p.

## Vidéographie
- Jacques Perriault, 2013. « Humain augmenté 01 », conférence inaugurale à l'Institut des sciences de la communication (ISCC)
- Jacques Perriault, 2010. « Les droits fondamentaux numériques »
- Jacques Perriault, 2012. « Communiquer dans un monde de normes ». Colloque international organisé par le laboratoire GERIICO (Université de Lille III), l’International Communication Association (ICA) et la Société française des Sciences de l'information et de la communication (SFSIC), à l'ENPJJ (Roubaix) du 7 au 9 mars